# Карл Густав Лімпріхт
Карл Густав Лімпріхт (нім. Karl Gustav Limpricht, 1834–1902) — німецький шкільний вчитель і мохознавець. Його син Ганс Вольфганг Лімпріхт (народився 1877 р.) був ботанічним колекціонером у Китаї.

## Біографія
З 1856 по 1858 рік він викладав у громаді Оберглезерсдорф (біля Любена), потім провів кілька років інструктором у гімназії Mädchen у Болеславці (1858–1869). З 1869 року він був викладачем євангельської середньої школи у Вроцлаві. У 1895 році він отримав посаду оберлерера.

## Вшанування
У 1907 році Леопольд Лоске назвав рід мохів Limprichtia (родина Amblystegiaceae) на честь Лімпріхта.
Також на його честь названо види Oreocome limprichtii (Apiaceae) та Sinalliaria limprichtiana (Brassicaceae).

## Основні праці
- 1885–1903, Die Laubmoose Deutschlands, Oesterreichs und der Schweiz (3 томи)
- 1876, Laub- und lebermoose